# 中华缕网蛛
中华缕网蛛（学名：Psechrus sinensis）为缕网蛛科缕网蛛属的动物。分布于台湾岛以及中国大陆的浙江、安徽、湖北、湖南、四川、江苏、广西、贵州、河南等地，多见于山区山崖岩洞、岩缝以及土洞。该物种的模式产地在贵阳。
其种加词“sinensis”意为“中华的”。